# Wohn- und Geschäftshäuser Gastfeldstraße 15 bis 19
Die Wohn- und Geschäftshäuser Gastfeldstraße 15 bis 19 in Bremen-Neustadt, Ortsteil Südervorstadt, Gastfeldstraße, Ecke Friedrich-Ebert-Straße und Hegelstraße, stammen von 1926.
Die Gebäude stehen seit 2020 unter Bremischem Denkmalschutz.

## Geschichte
Die dreigeschossigen verklinkerten drei Gebäude wurden 1925/26 in der Formensprache des Backsteinexpressionismus von der Bauhütte Hansa nach deren Plänen für die Bremische Beamten-Baugenossenschaft (Gastfeldstraße 17/19/Hegelstraße) und für den Gewerbelehrer Gustav Franz Fanger (Friedrich-Ebert-Straße 152/Gastfeldstraße 15) gebaut. Beachtenswert sind die rautenförmigen Ziegelmuster an den Obergeschossen Friedrich-Ebert-Straße 152 und variiert auch in den beiden Giebelfeldern an Friedrich-Ebert- und Hegelstraße. Das Erdgeschoss wurde betont durch die horizontalen Klinkerstreifen. Die Steinumrahmungen der Fenster im mittleren Geschoss erhielten differenziert gestaltete obere Abschlüsse mit Tiermotiven. In den Häusern Nr. 17 und 19 befinden sich heute 15 Wohnungen.
Das Landesamt für Denkmalpflege Bremen befand: „[…] Wohnanlage […] bei deren Gestaltung die zeitgenössische Architekturströmung des Backsteinexpressionismus konsequent umgesetzt wurde. […]  ein städtebaulich wie baukünstlerisch herausragendes Ensemble, das mit seiner markanten expressionistischen Fassadengestaltung im besonderen Maße die Straßenkreuzung […] prägt.“
Die Bauhütte Hansa, damals einer der größten Baubetriebe Bremens, plante in Bremen u. a. auch die Wohnanlagen der Bauhütte „Hansa“ an der Friedrich-Ebert-Straße.